# Ryota Hayasaka
Pour les articles homonymes, voir Hayasaka.
Ryota Hayasaka (早坂 良太, Hayasaka Ryota) est un footballeur japonais né le 19 septembre 1985 à Nara. Il évolue au poste de milieu de terrain.

## Biographie
Hayasaka commence sa carrière au Honda FC, équipe évoluant en troisième division. En 2010, il passe professionnel en s'engageant avec le Sagan Tosu, club évoluant en deuxième division. Il est vice-champion de J-League 2 en 2011 avec cette équipe, obtenant ainsi la montée en première division.